# Стадничук Микола Михайлович
Стадничу́к Мико́ла Миха́йлович (нар. 27 вересня 1913 — пом. 21 червня 1980) — офіцер 21-го окремого понтонно-мостового батальйону 60-ї армії Центрального фронту, Герой Радянського Союзу.

## Біографія
Народився 27 вересня 1913 року в Полтаві. У 1928 році закінчив Полтавську трудову зразкову школу імені Івана Франка (нині гімназія № 6) і поступив до Полтавського шляхового технікуму Південної залізниці. У лютому 1929 року, у зв'язку з переїздом батьків до Києва перевівся в Київський будівельно-дорожній технікум.
Після закінчення технікуму працював виконробом на будівництві шосейних доріг. У 1940 році закінчив Київський інженерно-будівельний інститут, після закінчення якого працював у науково-дослідному інституті автотранспорту в Києві архітектором. У травні 1941 року був призваний в Червону армію.
У боях Великої Вітчизняної війни з червня 1941 року. Воював на Південному, Північно-Кавказькому, 1-му Українському та Центральному фронтах.
У перший період війни на посаді ад'ютанта штабу окремого моторизованого батальйону брав участь в наведенні переправ через водні перешкоди, будівництві доріг і оборонних споруд.
На підступах до Дніпра був важко поранений командир 21-го окремого понтонно-мостового батальйону і командування підрозділом узяв на себе старший лейтенант Стадничук. Підійшовши до Дніпра, воїни 21-го понтонно-мостового батальйону відразу приступили до організації переправи. При форсуванні Дніпра в пункті переправи № 4 на північ від Києва (нині Чорнобильський район Київської області) старший лейтенант Микола Стадничук під артилерійським, мінометним і кулеметним вогнем особисто керував усіма роботами зі збірки перших мостових понтонів і десантних поромів, під його керівництвом було в найкоротший термін здійснене оперативне перекидання майна понтонного парку і проведена збірка поромів для обслуговування одночасно трьох пунктів переправ. 29 вересня 1943 року він був призначений начальником переправи в пункті № 4, де вміло організував спочатку поромну, а потім і понтонну переправу. Беззмінно керуючи переправою, при частих інтенсивних нальотах ворожої авіації, зразково керував переправою, зробив цей пункт переправи центральним, таким, що забезпечує максимальну пропускну здатність. Тільки у ніч на 8 жовтня 1943 року в пункті переправи № 4, начальником якої був М. М. Стадничук, було переправлено понад дві дивізії.

Указом Президії Верховної Ради СРСР від 17 жовтня 1943 року за зразкове виконання бойових завдань командування, особисту відвагу і рішучість, проявлені при форсуванні Дніпра, старшому лейтенанту Стадничуку Миколі Михайловичу було присвоєно звання Героя Радянського Союзу з врученням ордена Леніна і медалі Золота Зірка.
Пізніше Микола Стадничук відзначився у Корсунь-Шевченківській операції, форсуванні Вісли і Одера, наведенні переправ через річку Шпрее, штурмі Берліна.
Після закінчення Великої Вітчизняної війни продовжував службу в ЗС СРСР. Працював у військово-будівельних організаціях і апараті Міністерства оборони СРСР. Брав участь у створенні оборонних військових рубежів у Монголії. Нагороджений орденом «Знак Пошани» і монгольським орденом Сухе-Батора. Удостоєний звання «Заслужений будівельник РРФСР».
З 1971 року полковник-інженер М. М. Стадничук — в запасі. Жив у Москві. Помер 21 червня 1980 року. Похований на Кунцевському кладовищі Москви.

## Нагороди
- Медаль «Золота Зірка» Героя Радянського Союзу (№ 1770)
- Орден Леніна
- Два ордени Вітчизняної війни 1-го ступеня
- Орден Вітчизняної війни 2-ї ступеня
- Орден Знак Пошани
- а також медалі, іноземні нагороди.

## Вшанування пам'яті

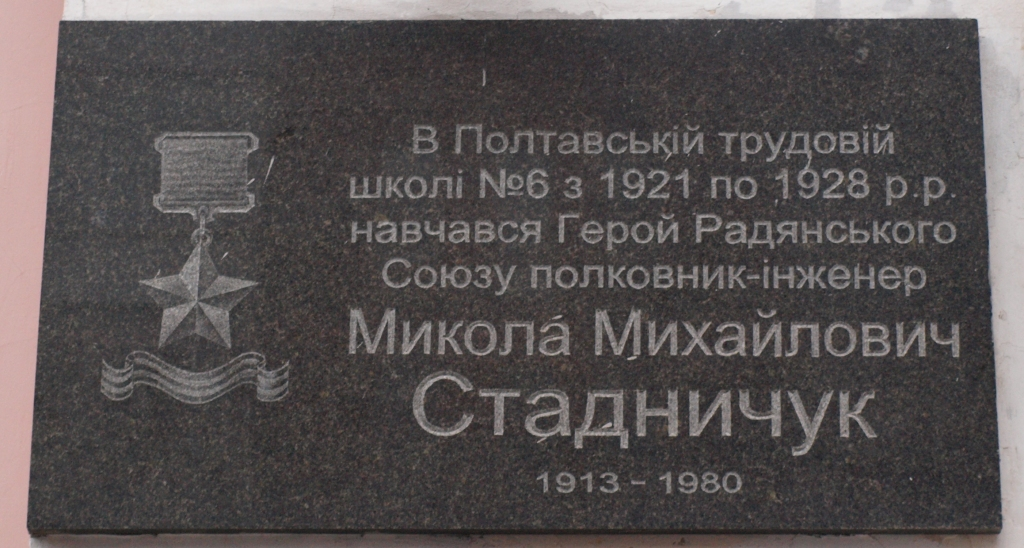

На честь Героя на будинку полтавської гімназії № 6 встановлена меморіальна дошка з написом «В полтавській трудовій школі № 6 з 1921 по 1928 рік навчався Герой Радянського Союзу полковник-інженер Микола Михайлович Стаднічук (1913—1980)».